# Tom Clancy
Thomas Leo "Tom" Clancy, Jr. (Baltimore, Maryland, 12 d'abril de 1947 - ibid., 1 d'octubre de 2013) fou un escriptor estatunidenc molt destacat pel preciosisme tecnològic de les seves creacions de novel·la d'espies, o basades en la ciència militar, o de techno thriller, ambientades en la Guerra Freda o després. També va donar el seu nom a diversos videojocs en la confecció dels quals no ha participat. Moltes altres obres de ficció i no-ficció escrites per un negre porten també la seva signatura per motius comercials. Era copropietari de l'equip de beisbol dels Baltimore Orioles. La popularitat dels seus llibres ha fet que se'n produeixin adaptacions cinematogràfiques i videojocs.

## Obres destacades
- The Hunt for Red October
- Patriot Games
- Clear and Present Danger
- The Sum of All Fears
- Red Storm Rising
- The Teeth of the Tiger
- Net Force
- Red Rabbit